# 小行星7954
小行星7954（英語：7954 Kitao）是一颗围绕太阳公转的小行星。1993年9月19日，圓舘金、渡邊和郎在北见发现了此天体。
这颗小行星的绝对星等为140.9864589751378等。